# MTU Friedrichshafen
MTU Friedrichshafen (Motoren- und Turbinen-Union Friedrichshafen GmbH) – niemieckie przedsiębiorstwo zajmujące się produkcją silników spalinowych, założone w 1909 roku przez Wilhelma Maybacha.
Przedsiębiorstwo produkuje głównie silniki o zapłonie samoczynnym. Znajdują one zastosowanie w przemyśle kolejowym, stoczniowym, zbrojeniowym, budowlanym oraz rolnictwie. W 2006 roku, na Targach Hanowerskich, zaprezentowano generator prądu oparty na ogniwach paliwowych ze stopionym węglanem.
Od 2011 roku właścicielem MTU, obecnie poprzez spółkę zależną Rolls-Royce Power Systems, jest brytyjski koncern Rolls-Royce.